# Mihai Eminescu (gmina)
Mihai Eminescu – gmina w Rumunii, w okręgu Botoszany. Obejmuje miejscowości Baisa, Cătămărești, Cătămărești-Deal, Cervicești, Cervicești-Deal, Cucorăni, Ipotești, Manolești i Stâncești. W 2011 roku liczyła 6954 mieszkańców.